# Шибаєв Андрій Леонідович
Андрій Леонідович Шибаєв (нар. 22 березня 1982, місто Херсон) — український громадсько-політичний діяч, в.о. голови Херсонської обласної державної адміністрації з 24 січня по 7 лютого 2023.

## Освіта
Закінчив Херсонський державний університет (2012), «Правознавство», бакалавр з права; Одеський реґіональний інститут державного управління Національної академії державного управління при Президентові України (2009), маґістр державного управління; Херсонський державний університет (2004), вчитель української мови та літератури‚ зарубіжної літератури та історії; Херсонський державний університет (2003), вчитель української мови і літератури.

## Життєпис
У листопаді 2002 — липні 2004 року — охоронець міського комунального підприємства «Херсонський комунальний ринок».
У серпні 2004 — лютому 2007 року —  головний спеціаліст відділу зв'язків з політичними партіями та громадськими організаціями Управління з питань внутрішньої політики Херсонської обласної державної адміністрації. У березні 2007 — серпні 2010 року — головний спеціаліст відділу кадрової роботи Херсонської обласної державної адміністрації. У вересні 2010 — січні 2013 року — головний спеціаліст відділу забезпечення діяльності керівництва Херсонської обласної державної адміністрації.
У лютому 2013 — листопаді 2014 року — заступник голови Голопристанської районної державної адміністрації Херсонської області.
У листопаді 2014 — січні 2015 року — головний консультант Представництва Президента України в АР Крим.
У лютому 2015 року — заступник директора з матеріально-економічного постачання, з лютого по червень 2015 року — директор ТОВ «ЛТД» у місті Херсоні.
У липні 2015 — березні 2016 року — заступник керівника справ, начальник відділу з організаційно-методичної роботи виконавчого апарату Херсонської обласної ради.
З березня по грудень 2016 року отримував виплати допомоги за безробіття в Херсонському міському центрі зайнятості.
У лютому 2018 — жовтні 2019 року — директор з розвитку ТОВ «Корн фудз інженерія» у Херсоні.
У жовтні 2019 — травні 2020 року — керівник патронатної служби, з травня 2020 по березень 2021 року — керівник апарату Херсонської обласної державної адміністрації.
У березні — червні 2021 року — заступник голови Херсонської обласної державної адміністрації.
З червня 2021 року — 1-й заступник голови Херсонської обласної державної адміністрації.
З 24 січня по 7 лютого 2023 року — в.о. голови Херсонської обласної державної адміністрації.